# Rugby a 7 ai Giochi della XXXI Olimpiade - Torneo femminile
Il torneo di rugby a 7 femminile della XXII Olimpiade fu il 1º torneo olimpico di rugby a 7 femminile e si tenne dal 6 all'8 agosto 2016 allo stadio di Deodoro di Rio de Janeiro tra 12 squadre nazionali maggiori.
Il Brasile, come squadra del comitato organizzatore, era qualificato di diritto, mentre le altre 11 squadre provenivano dalle varie qualificazioni continentali (due dalle Americhe, una ciascuna da Europa, Africa, Asia e Oceania), dalle World Series 2018-19 (4 squadre) e dai ripescaggi (una squadra).
Laddove il rugby maschile era già comparso alle olimpiadi fino al 1924 nella versione a XV, per quello femminile si trattò del debutto assoluto sotto i cinque cerchi.
Federazione di riferimento per il torneo era World Rugby, organismo di governo mondiale di rugby a 7 e rugby a 15, che sovrintese alle fasi di qualificazione alla competizione.
Nel torneo di qualificazione fu l'Inghilterra a concorrere in nome della Gran Bretagna, la quale non ha una federazione propria nel rugby.
British Olympic Association, infatti, aveva l'obbligo di designare prima del 30 giugno 2014 quale delle tre federazioni della Gran Bretagna (Galles, Inghilterra e Scozia) avrebbe concorso in rappresentanza di tutto il Paese; le qualificazioni si tennero quindi sotto le regole di rappresentatività internazionale di World Rugby mentre gli atleti dovettero sottostare alle regole CIO valide per qualsiasi disciplina, ovvero essere cittadini del Paese rappresentato.
L'oro fu vinto dalle australiane, vincitrici in finale sulla Nuova Zelanda per 24-17.
Nella finale per il bronzo, fu il Canada ad avere la meglio sulla Gran Bretagna.
L'oro delle Aussies pareggiò quello vinto dal XV maschile nelle olimpiadi 1908.

## Squadre qualificate
| Fase                   | Africa  | Americhe                        | Asia       | Europa    | Oceania | World Series                                         | Ripescaggi |
| ---------------------- | ------- | ------------------------------- | ---------- | --------- | ------- | ---------------------------------------------------- | ---------- |
| Ammissioni automatiche |         | - Brasile (Paese organizzatore) |            |           |         |                                                      |            |
| Qualificazioni         | - Kenya | - Colombia - Stati Uniti        | - Giappone | - Francia | - Figi  | - Australia - Canada - Gran Bretagna - Nuova Zelanda | - Spagna   |

Da notare che la formazione sudafricana, che pure secondo il regolamento World Rugby ottenne il pass olimpico vincendo il campionato continentale di categoria, si vide respinta l'iscrizione dal proprio comitato olimpico con la giustificazione che, avendo il Sudafrica interesse a inviare alle olimpiadi formazioni di elevata competitività, il torneo africano non garantiva tale standard; a causa di tale rifiuto fu ripescato il Kenya, finalista sconfitto.

## Formula
Le 12 squadre furono ripartite in 3 gironi da 4 squadre, denominati da A a C, composti in base alle fasce di merito stilate da World Rugby in base ai ranking delle singole nazionali; la Gran Bretagna ereditò il ranking dell'Inghilterra.
In ciascuno dei tre raggruppamenti ogni squadra incontrò le altre tre con la formula del girone all'italiana e la classifica fu stilata secondo il seguente criterio: 3 punti alla squadra vincitrice, 2 ciascuno alle squadre che pareggiassero, 1 punto in caso di sconfitta e zero punti in caso di forfeit o abbandono della partita.
Al secondo turno a eliminazione diretta passavano le prime due squadre di ogni girone e le due migliori terze per un totale di otto; ai fini della discriminante per squadre arrivate a pari punti, quella con il miglior risultato nell'incontro diretto tra le due aveva la precedenza; quanto invece alla migliore terza, la discriminante era il punteggio in classifica e, a seguire, la differenza punti fatti/subiti, la differenza mete fatte/subite, il numero di punti e il numero di mete.
Le due migliori terze, in ordine di seeding, presero la posizione 7 e 8; a quella non qualificata ai quarti fu assegnata la posizione 9.
Nella fase a eliminazione diretta, le ultime quattro (la peggiore terza e le quarte classificate di ogni girone, con seeding da 10 a 12 secondo i criteri summenzionati) si incontrarono per il torneo di assegnazione dei posti dal nono al dodicesimo: la squadra con il seeding 9 fu accoppiata a quella con seeding 12, quella con il seeding 10 a quella con il seeding 11; le vincitrici si affrontarono per il nono posto, le perdenti per l'undicesimo.
Nei quarti di finale, invece, gli accoppiamenti furono i seguenti, nell'ordine:
1. prima classificata del girone A – terza classificata con seeding 8
2. seconda classificata del girone C – seconda classificata del girone B
3. prima classificata del girone C – seconda classificata del girone A
4. prima classificata del girone B – terza classificata con seeding 7[8].

In ordine di incontro, le squadre sconfitte disputarono i play-off per i posti dal quinto all'ottavo, mentre le vincitrici per quelli della zona medaglie.
Per l'assegnazione della medaglia di bronzo fu prevista la finale per il terzo posto tra le due squadre sconfitte nelle semifinali per il titolo.

## Gironi
| Girone A                                    | Girone B                                   | Girone C                                      |
| ------------------------------------------- | ------------------------------------------ | --------------------------------------------- |
| - Australia - Colombia - Figi - Stati Uniti | - Francia - Kenya - Nuova Zelanda - Spagna | - Brasile - Canada - Gran Bretagna - Giappone |

## Fase a gironi

### Girone A
| Data          | Incontro                | Risultato | Sede           |
| ------------- | ----------------------- | --------- | -------------- |
| 6 agosto 2016 | Stati Uniti ‒ Figi      | 7-12      | Rio de Janeiro |
| 6 agosto 2016 | Australia ‒ Colombia    | 53-0      | Rio de Janeiro |
| 6 agosto 2016 | Stati Uniti ‒ Colombia  | 43-0      | Rio de Janeiro |
| 6 agosto 2016 | Australia ‒ Figi        | 36-0      | Rio de Janeiro |
| 7 agosto 2016 | Figi ‒ Colombia         | 36-0      | Rio de Janeiro |
| 7 agosto 2016 | Australia ‒ Stati Uniti | 12-12     | Rio de Janeiro |

#### Classifica
|    | Squadra     | G | V | N | P | P+  | P-  | P±   | PT |
| -- | ----------- | - | - | - | - | --- | --- | ---- | -- |
| A1 | Australia   | 3 | 2 | 1 | 0 | 101 | 12  | +89  | 8  |
| A2 | Figi        | 3 | 2 | 0 | 1 | 48  | 43  | +5   | 7  |
| A3 | Stati Uniti | 3 | 1 | 1 | 1 | 67  | 24  | +43  | 6  |
|    | Colombia    | 3 | 0 | 0 | 3 | 0   | 137 | -137 | 3  |

### Girone B
| Data          | Incontro                | Risultato | Sede           |
| ------------- | ----------------------- | --------- | -------------- |
| 6 agosto 2016 | Francia ‒ Spagna        | 24-7      | Rio de Janeiro |
| 6 agosto 2016 | Nuova Zelanda ‒ Kenya   | 52-0      | Rio de Janeiro |
| 6 agosto 2016 | Francia ‒ Kenya         | 40-7      | Rio de Janeiro |
| 6 agosto 2016 | Nuova Zelanda ‒ Spagna  | 31-5      | Rio de Janeiro |
| 7 agosto 2016 | Spagna ‒ Kenya          | 19-10     | Rio de Janeiro |
| 7 agosto 2016 | Nuova Zelanda ‒ Francia | 26-7      | Rio de Janeiro |

#### Classifica
|    | Squadra       | G | V | N | P | P+  | P-  | P±  | PT |
| -- | ------------- | - | - | - | - | --- | --- | --- | -- |
| B1 | Nuova Zelanda | 3 | 3 | 0 | 0 | 109 | 12  | +97 | 9  |
| B2 | Francia       | 3 | 2 | 0 | 1 | 71  | 40  | +31 | 7  |
| B3 | Spagna        | 3 | 1 | 0 | 2 | 31  | 65  | -34 | 5  |
|    | Kenya         | 3 | 0 | 0 | 3 | 17  | 111 | -94 | 3  |

### Girone C
| Data          | Incontro                 | Risultato | Sede           |
| ------------- | ------------------------ | --------- | -------------- |
| 6 agosto 2016 | Gran Bretagna ‒ Brasile  | 29-3      | Rio de Janeiro |
| 6 agosto 2016 | Canada ‒ Giappone        | 45-0      | Rio de Janeiro |
| 6 agosto 2016 | Gran Bretagna ‒ Giappone | 40-0      | Rio de Janeiro |
| 6 agosto 2016 | Canada ‒ Brasile         | 38-0      | Rio de Janeiro |
| 7 agosto 2016 | Brasile ‒ Giappone       | 26-10     | Rio de Janeiro |
| 7 agosto 2016 | Canada ‒ Gran Bretagna   | 0-22      | Rio de Janeiro |

#### Classifica
|    | Squadra       | G | V | N | P | P+ | P-  | P±   | PT |
| -- | ------------- | - | - | - | - | -- | --- | ---- | -- |
| C1 | Canada        | 3 | 3 | 0 | 0 | 91 | 3   | +88  | 9  |
| C2 | Gran Bretagna | 3 | 2 | 0 | 1 | 83 | 22  | +61  | 7  |
|    | Brasile       | 3 | 1 | 0 | 2 | 29 | 77  | -48  | 5  |
|    | Giappone      | 3 | 0 | 0 | 3 | 10 | 111 | -101 | 3  |

## Fase aplay-off

### Play-off'per il 9º posto
|  | Semifinali | Semifinali | Semifinali |          |         | Finale 9º posto  | Finale 9º posto  | Finale 9º posto  |  |
|  |            |            |            |          |         |                  |                  |                  |  |
|  | Brasile    | Brasile    | 24         |          |         |                  |                  |                  |  |
|  | Brasile    | Brasile    | 24         |          |         |                  |                  |                  |  |
|  | Colombia   | Colombia   | 0          |          |         |                  |                  |                  |  |
|  | Colombia   | Colombia   | 0          |          | Brasile | Brasile          | 33               |                  |  |
|  |            |            |            |          | Brasile | Brasile          | 33               |                  |  |
|  |            |            | Giappone   | Giappone | 5       |                  |                  |                  |  |
|  | Kenya      | Kenya      | Giappone   | Giappone | 5       | 0                |                  |                  |  |
|  | Kenya      | Kenya      |            |          |         | 0                |                  |                  |  |
|  | Giappone   | Giappone   | 24         |          |         | Finale 11º posto | Finale 11º posto | Finale 11º posto |  |
|  | Giappone   | Giappone   | 24         |          |         |                  |                  |                  |  |
|  |            |            |            |          |         |                  |                  |                  |  |
|  |            |            |            |          |         | Colombia         | Colombia         | 10               |  |
|  |            |            |            |          |         | Colombia         | Colombia         | 10               |  |
|  |            |            |            |          |         | Kenya            | Kenya            | 22               |  |

#### Semifinali
| Arbitro: | Sakurako Kawasaki |

|                                      |    |  |
| Ramalho 3’ Teles 6’, 7’ Muhlbauer 9’ | mt |  |
| Kochhann 6’, 9’                      | tr |  |

| Arbitro: | Aimée Barrett |

|  |    |                                         |
|  | mt | 2’, 6’ Yamaguchi 8’ Kuwai 13’ Kanematsu |
|  | tr | 6’ Okuroda 13’ Yamanaka                 |

#### Finale per l'11º posto
| Arbitro: | Rose LaBrèche |

|                      |    |                                     |
| Acevedo 1’ Medina 7’ | mt | 4’, 11’ Okelo 9’ Otieno 14’ Masinde |
|                      | tr | 11’ Awino                           |

#### Finale per il 9º posto
| Arbitro: | Alhambra Nievas |

|                                                            |    |            |
| Muhlbauer 5’ Campos 7’ Ishibashi 8’ Scatrut 9’ Cerullo 13’ | mt | 3’ Okuroda |

### Play-offmedaglie

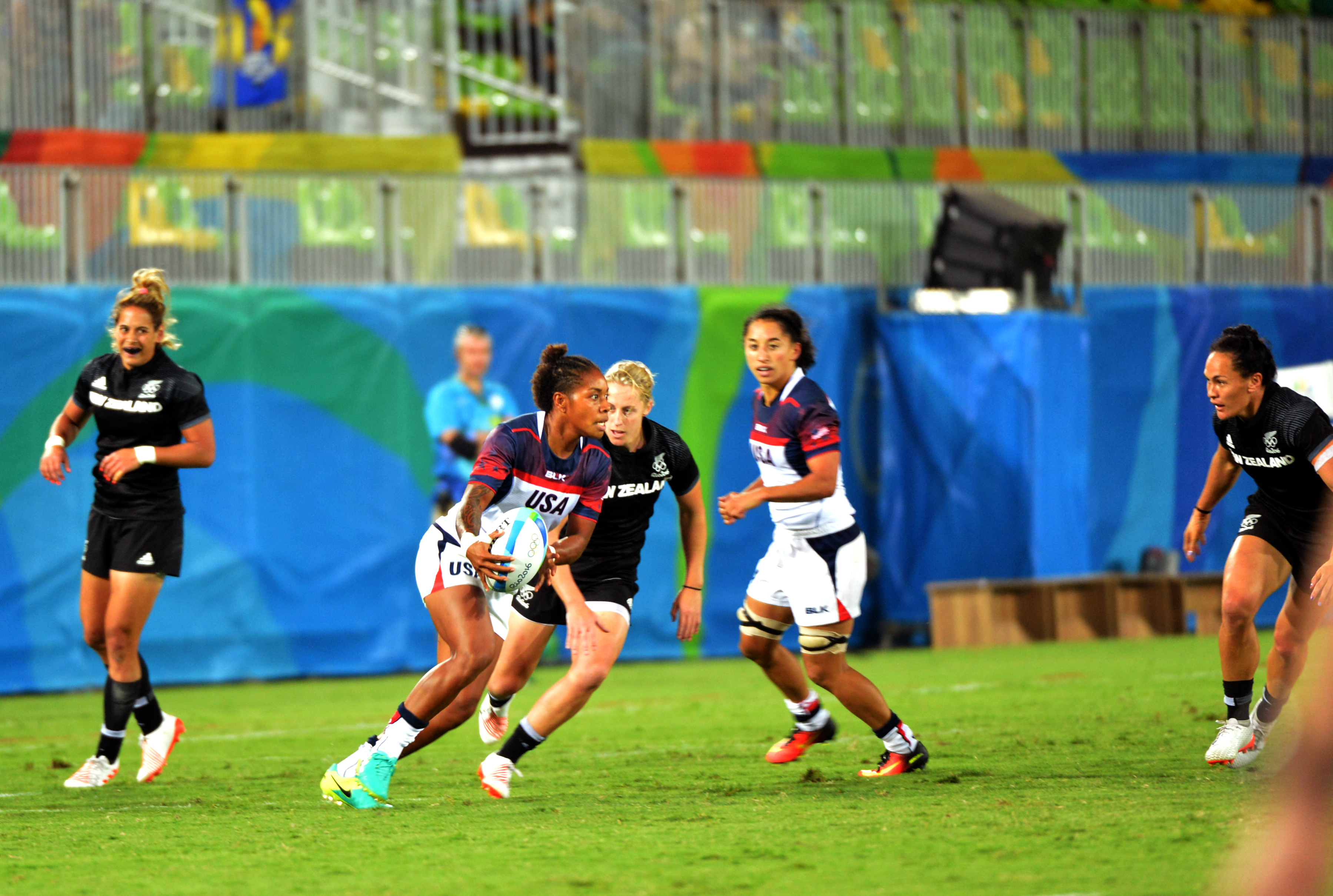
Una fase del quarto tra e

|  | Quarti di finale | Quarti di finale | Quarti di finale |  |  | Semifinali    | Semifinali    | Semifinali |  |  | Finale        | Finale          | Finale          |                 |  |
|  |                  |                  |                  |  |  |               |               |            |  |  |               |                 |                 |                 |  |
|  |                  |                  |                  |  |  |               |               |            |  |  |               |                 |                 |                 |  |
|  | A1               | Australia        | 24               |  |  |               |               |            |  |  |               |                 |                 |                 |  |
|  | B3               | Spagna           | 0                |  |  |               |               |            |  |  |               |                 |                 |                 |  |
|  |                  |                  |                  |  |  | Australia     | 17            |            |  |  |               |                 |                 |                 |  |
|  |                  |                  |                  |  |  |               | Canada        | 5          |  |  |               |                 |                 |                 |  |
|  | C1               | Canada           | 15               |  |  |               |               |            |  |  |               |                 |                 |                 |  |
|  | B2               | Francia          | 5                |  |  |               |               |            |  |  |               |                 |                 |                 |  |
|  |                  |                  |                  |  |  |               |               |            |  |  |               | Australia       | 24              |                 |  |
|  |                  |                  |                  |  |  |               |               |            |  |  |               | Nuova Zelanda   | 17              |                 |  |
|  | A2               | Gran Bretagna    | 26               |  |  |               |               |            |  |  |               |                 |                 |                 |  |
|  | C2               | Figi             | 7                |  |  |               |               |            |  |  |               | Finale 3º posto | Finale 3º posto | Finale 3º posto |  |
|  |                  |                  |                  |  |  | Gran Bretagna | 7             |            |  |  |               |                 |                 |                 |  |
|  |                  |                  |                  |  |  |               | Nuova Zelanda | 25         |  |  |               | Canada          | 33              |                 |  |
|  | B1               | Nuova Zelanda    | 5                |  |  |               |               |            |  |  | Gran Bretagna | 10              |                 |                 |  |
|  | A3               | Stati Uniti      | 0                |  |  |               |               |            |  |  |               |                 |                 |                 |  |

#### Quarti di finale
| Arbitro: | Jess Beard |

|                                      |    |  |
| Tonegato 3’ Caslick 5’, 9’ Green 14’ | mt |  |

| Arbitro: | Amy Perrett |

|                                    |    |            |
| Moleschi 6’ Farella 12’ Landry 14’ | mt | 3’ Le Pesq |

| Arbitro: | Alhambra Nievas |

|                                        |    |            |
| Brown 1’, 13’ Richardson 5’ Watmore 8’ | mt | 4’ tecnica |
| Daley-McLean 1’, 5’, 13’               | tr |            |

| Arbitro: | Rasta Rasivhenge |

|            |    |  |
| Woodman 8’ | mt |  |

#### Play-offper il 5º posto
|  | Semifinali  | Semifinali  | Semifinali  |             |         | Finale 5º posto | Finale 5º posto | Finale 5º posto |  |
|  |             |             |             |             |         |                 |                 |                 |  |
|  | Spagna      | Spagna      | 12          |             |         |                 |                 |                 |  |
|  | Spagna      | Spagna      | 12          |             |         |                 |                 |                 |  |
|  | Francia     | Francia     | 24          |             |         |                 |                 |                 |  |
|  | Francia     | Francia     | 24          |             | Francia | Francia         | 5               |                 |  |
|  |             |             |             |             | Francia | Francia         | 5               |                 |  |
|  |             |             | Stati Uniti | Stati Uniti | 19      |                 |                 |                 |  |
|  | Figi        | Figi        | Stati Uniti | Stati Uniti | 19      | 7               |                 |                 |  |
|  | Figi        | Figi        |             |             |         | 7               |                 |                 |  |
|  | Stati Uniti | Stati Uniti | 12          |             |         | Finale 7º posto | Finale 7º posto | Finale 7º posto |  |
|  | Stati Uniti | Stati Uniti | 12          |             |         |                 |                 |                 |  |
|  |             |             |             |             |         |                 |                 |                 |  |
|  |             |             |             |             |         | Spagna          | Spagna          | 21              |  |
|  |             |             |             |             |         | Spagna          | Spagna          | 21              |  |
|  |             |             |             |             |         | Figi            | Figi            | 0               |  |

##### Semifinali
| Arbitro: | James Bolabiu |

|                           |    |                             |
| Erbina 12’ Etxebarría 14’ | mt | 1’ Mayans 3’, 7’, 9’ Guérin |
| P. García 12’             | tr | 3’ Le Pesq 9’ Biscarat      |

| Arbitro: | Jess Beard |

|          |    |                         |
| Tavo 4’  | mt | 10’ Kelter 12’ Stephens |
| Tinai 4’ | tr | 10’ Kelter              |

##### Finale per il 7º posto
| Arbitro: | M. Beatrice Benvenuti |

|                                      |    |  |
| P. García 3’ Erbina 5’ Etxebarría 7’ | mt |  |
| P. García 3’, 5’, 7’                 | tr |  |

##### Finale per il 5º posto
| Arbitro: | Sara Cox |

|               |    |                                   |
| Grassineau 6’ | mt | 8’ Kelter 9’ Javelet 11’ Fa’avesi |
|               | tr | 8’ Kelter 19’ Stephens            |

#### Play-offper il titolo

##### Semifinali
| Arbitro: | Rasta Rasivhenge |

|                          |    |                 |
| Cherry 3’, 8’ Dalton 11’ | mt | 15’ C. Williams |
| Dalton 3’                | tr |                 |

| Arbitro: | Amy Perrett |

|                 |    |                                      |
| Richardson 5’   | mt | 3’, 9’, 9’ Woodman 6’ Tui 11’ Manuel |
| Daley-McLean 5’ | tr |                                      |

##### Finale per il 3º posto
| Arbitro: | Amy Perrett |

|                                                  |    |                       |
| Paquin 3’ Landry 8’, 15’ Farella 11’ Russell 13’ | mt | 6’ Waterman 12’ Joyce |
| Landry 3’, 8’, 13’, 15’                          | tr |                       |

##### Finale
| Arbitro: | Alhambra Nievas |

|                                                                                        |              |                                                                                               |
| Tonegato 8’ Pelite 7+3’ Green 10’ Caslick 13’                                          | mt           | 5’, 14+2’ McAlister 14+3’ Woodman                                                             |
| Dalton 10’, 13’                                                                        | tr           | 14+3’ Nathan-Wong                                                                             |
| · 11’ Parry · 9’ 11’ S. Williams (c) · 9’ Tonegato · Caslick · Dalton · Quirk · Cherry | Formazioni   | · Tui 14+3’ · Goss (c) · Nathan-Wong · Brazier · Manuel 14’ · Woodman 7+3’ · McAlister 8’ 14’ |
| · 9’ Pelite · 9’ Green                                                                 | Sostituzioni | · Baker 14+3’ · N. Williams 14’ · Broughton 8’ 14’                                            |
| Tim Walsh                                                                              | Allenatori   | Sean Horan                                                                                    |

## Classifica finale
| Pos. | Nazione       |
| ---- | ------------- |
|      | Australia     |
|      | Nuova Zelanda |
|      | Canada        |
| 4    | Gran Bretagna |
| 5    | Stati Uniti   |
| 6    | Francia       |
| 7    | Spagna        |
| 8    | Figi          |
| 9    | Brasile       |
| 10   | Giappone      |
| 11   | Kenya         |
| 12   | Colombia      |